# خرابکاران (فیلم)
خرابکاران (ایتالیایی: I sovversivi) یک فیلم درام ایتالیایی به کارگردانی برادران تاویانی است که در سال ۱۹۶۷ منتشر شد. این فیلم در سی‌و‌دومین دورهٔ جشنواره فیلم ونیز به نمایش درآمد.

## بازیگران
- جولیو بروگی
- پیر پائولو کاپونی
- لوچو دالا
- ماریا کومانی کوآزیمودو
- فیودور شالیاپین
- ویتوریو دوسه
- فیودور شالیاپین
- خوزه تورس
- ناندو آنجلینی